# XFL 1
XFL 1 fue el primer evento de artes marciales mixtas (MMA) producido por Xtreme Fighters Latino (XFL). Tuvo lugar el 22 de agosto de 2009 desde el José Cuervo Salón en la Ciudad de México.

## Historia
Después de que Xtreme Fighters Latino (XFL) fue creada como una promoción de artes marciales mixtas a partir Xtreme Fighters Society (XFS) en agosto de 2009, realizó su primer evento en el José Cuervo Salón de la Ciudad de México. En el evento se realizaron 14 combates y se llevaron a cabo las eliminatorias de los cuartos de final para sacar a los primeros campeones en las categorías de peso medio y peso pluma.

## Resultados
- Torneo Peso Medio 1ª Ronda:  Jorge Macías vs.  Octavio Hernández

Jorge Macías derrotó a Octavio Hernández por Nocaut Técnico (Golpes) a los 1:38 del Round 2.
- Torneo Peso Medio 1ª Ronda:  Gerardo Partida vs.  Miguel Carrasco

Miguel Carrasco derrotó a Gerardo Partida por Sumisión (Keylock) a los 0:24 del Round 1.
- Torneo Peso Medio 1ª Ronda:  Daniel Argumedo vs.  Lucio Hernández

Lucio Hernández derrotó a Daniel Argumedo por Nocaut Técnico (Golpes) a los 1:26 del Round 1.
- Torneo Peso Medio 1ª Ronda:  Augusto Montaño vs.  Daniel Aragón

Augusto Montaño derrotó a Daniel Aragón por Sumisión (Rear Naked Choke) a los 1:46 del Round 1.
- Combate Peso Ligero:  Emiliano Vatti vs.  Raúl García

Emiliano Vatti derrotó a Raúl García por Sumisión (Guillotine Choke) a los 1:29 del Round 1.
- Combate Peso Wélter:  Ángel Martínez vs.  Marcos Ramírez

Ángel Martínez derrotó a Marcos Ramírez por Nocaut Técnico (Golpes) a los 2:47 del Round 1.
- Combate Peso Wélter:  Pedro Pages vs.  Rubén Barboza

Rubén Barboza derrotó a Pedro Pages por Nocaut Técnico (Golpes) a los 3:02 del Round 2.
- Combate Peso Medio:  Emiliano Herrera vs.  Israel Monroy

Israel Monroy derrotó a Emiliano Herrera por Sumisión (Heel Hook) a los 2:35 del Round 1.
- Combate Peso Wélter:  Alberto Flores vs.  Juan Puig

Alberto Flores derrotó a Juan Puig por Decisión Unánime a los 5:00 del Round 3.
- Combate Peso Pluma:  Anely Jímenez vs.  Shantall Erives

Anely Jímenez derrotó a Shantall Erives por Sumisión (Armbar) a los 2:12 del Round 2.
- Torneo Peso Pluma 1ª Ronda:  Javier Olguín vs.  René Diosdado

René Diosdado derrotó a Javier Olguín por Sumisión (Kimura) a los 4:24 del Round 1.
- Torneo Peso Pluma 1ª Ronda:  Fernando Luna vs.  Jesús Juárez

Jesús Juárez derrotó a Fernando Luna por Sumisión (Rear Naked Choke) a los 1:24 del Round 3.
- Torneo Peso Pluma 1ª Ronda:  Gilberto Aguilar vs.  Marco Vázquez

Gilberto Aguilar derrotó a Marco Vázquez por Nocaut Técnico (Golpes) a los 4:41 del Round 1.
- Torneo Peso Pluma 1ª Ronda:  Isidro Cruz vs.  Fernando Robles

Isidro Cruz derrotó a Fernando Robles por Nocaut Técnico (Golpes) a los 1:59 del Round 2.